# مجمع‌الجزایر مادالنا

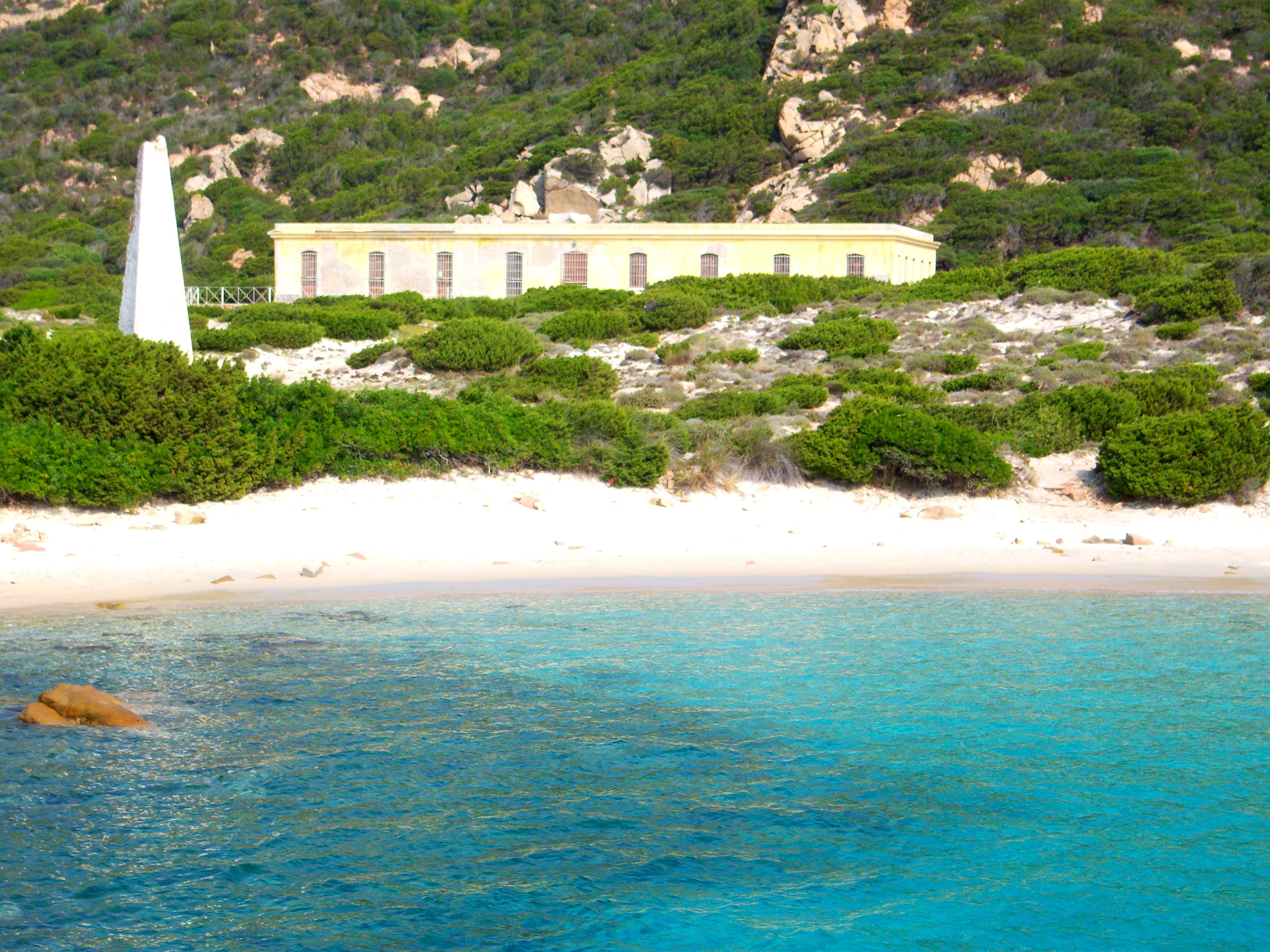
جزیره اسپارگی

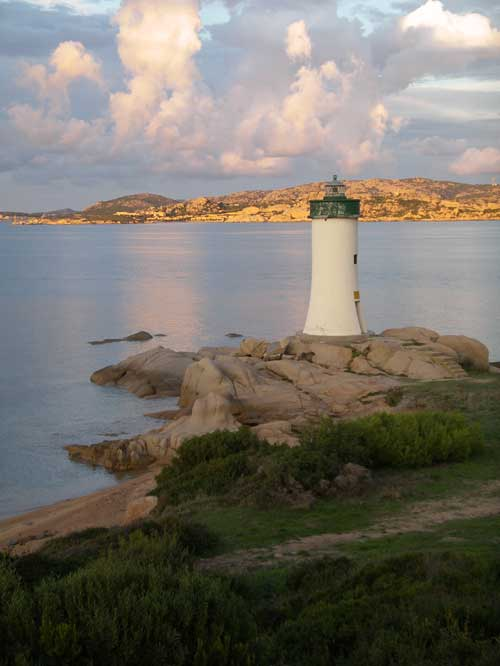
جزیره سنتو استفانو

مجمع‌الجزایر مادالنا (ایتالیایی: Arcipelago di La Maddalena) گروهی از جزیره‌ها است که در تنگه بونیفاچیو میان جزیره کرس (فرانسه) و ساردینیا (ایتالیا) قرار دارند. کل این مجمع‌الجزایر منطقه کومونه لا مادالنا در ساردینیا را تشکیل می‌دهند.

## جغرافیا
این مجمع‌الجزایر شامل هفت جزیره اصلی و شماری از جزایر کوچک است. بزرگ‌ترین جزیره لا مادالنا نام دارد که با داشتن یک شهر، بزرگ‌ترین سکونت‌گاه در مجمع‌الجزایر را دارد.
در سال ۲۰۰۶ این مکان در فهرست آزمایشی ایتالیا برای میراث جهانی یونسکو قرار گرفت.

## تاریخ
این جزیره‌ها از دوران پیشاتاریخی سکونت گزیده شده بودند. این جزایر توسط رومی‌ها به عنوان Cunicularia شناخته می‌شد و در دوران سده ۲ و ۱ پیش از میلاد یک منطقه کشتیرانی فعال بود. جزایر مادالنا ارزش راهبری دارند و در سده ۱۳ میان جمهوری‌های دریایی پیزا و جنوا مورد مناقشه بودند و سپس برای مدت طولانی‌ای رها شدند و دوباره در سده ۱۸ میلادی توسط چوپان‌های کرسی و ساکنان از ساردینیا اسکان گزیده شد. ناپلئون بناپارت، هوریشیو نلسون و جوزپه گاریبالدی همه به این مکان پیوند تاریخی دارند.
دسترسی اصلی به درون و بیرون جزیره‌ها تنها از راه کشتی‌هایی که از پالائو می‌آیند امکان‌پذیر است. تنها برروی دو جزیره جاده رفت‌وآمد قرار دارد
از سل ۱۹۷۳ تا ۲۰۰۸ جزیره سنتو استفانو، یکی از جزایر به عنوان پایگاه دریایی ناتو فعالیت داشت که زیردریایی‌های هسته‌ای آمریکا در آن نیز قرار داشتند.